# Cal Garcia (Llorenç del Penedès)
Cal Garcia és un edifici del municipi de Llorenç del Penedès (Baix Penedès) inclòs en l'Inventari del Patrimoni Arquitectònic de Catalunya.

## Arquitectura
L'edifici és situat d'esquena a la Plaça de la Vila i presenta tres plantes. Antigament era una quadra. Els baixos han convertit les obertures dels estables en una sèrie de finestres. El pis noble també presenta tapiades les antigues obertures del magatzem, les quals tenen un balcó de construcció posterior. El parament de l'edifici és decorat per unes arcades cegues sostingues per pilastres. Les golfes, separades de la resta per una cornisa, presenten unes finestres rectangulars. A l'edifici s'hi accedeix mitjançant una estructura de construcció posterior, la qual és sostinguda per unes pilastres i presenta una escalinata a cada banda, una tribuna amb vidriera i un remat de forma piramidal. Cal destacar també a mà esquerra la torre rectangular, de construcció més tardana, la qual és rematada per una barana de pedra amb dibuixos vegetals.

## Història
Els Garcia, grans propietaris, van construir una quadra en aquest indret, mentre tenien el seu habitatge al carrer Major de Llorenç, a la casa coneguda com a Cal Ramon del Telèfon. Posteriorment, el 1810 convertiren l'esmentat indret en una finca d'explotació agrícola i construïren un habitatge damunt de l'estructura de la quadra. Aquesta era composta tan sols per dues plantes, els estables i els magatzems per a la palla i els queviures, a la part superior. Així, a partir del segle xix, l'edifici prengué la forma actual i més tard s'hi construïren les golfes i la torre. Durant la Guerra Civil del 36 fou centre de refugiats, lloc de reunió del comitè del poble i caserna d'aviació. L'interior estatja encara restes de l'antiga instal·lació de gas, així com una col·lecció de rajoles i l'estudi d'un pintor.